# Siwerniak
Siwerniak, świergotek górski, siwarnik (Anthus spinoletta) – gatunek małego ptaka z rodziny pliszkowatych (Motacillidae).

## Zasięg występowania
Zamieszkuje góry południowej i środkowej Europy oraz strefy klimatów umiarkowanych Azji aż po Chiny. Zimą przemieszcza się w rejony niżej położonych zbiorników wodnych i torfowisk (przeloty III–IV i IX).
W Polsce występuje w Karpatach, głównie w wyższych partiach Tatr i Bieszczadów, w partiach szczytowych Babiej Góry oraz mniej licznie w Sudetach. Wielkość populacji lęgowej na terenie kraju w latach 2013–2015 oceniano na 1700–2600 par.

## Systematyka
Takson ten bywał łączony w jeden gatunek ze świergotkiem nadmorskim (A. petrosus) i  bagiennym (A. rubescens).
Wyróżnia się trzy podgatunki A. spinoletta:
- siwerniak europejski (A. spinoletta spinoletta) – środkowa i południowa Europa.
- siwerniak kaukaski (A. spinoletta coutellii) – Turcja, Kaukaz i północny Iran.
- siwerniak azjatycki (A. spinoletta blakistoni) – południowa Rosja i wschodni Kazachstan do południowo-środkowej Syberii i Mongolii, północne Chiny.

Ptaki z północno-zachodniego Kaukazu bywały czasami wydzielane do podgatunku caucasicus, jednak uznano ten takson za nieodróżnialny od podgatunku coutellii. 

## Morfologia
Cechy gatunkuWiększy od świergotka łąkowego. Obie płci ubarwione jednakowo. W szacie godowej wierzch ciała szarobrązowy, głowa szara, skrzydła ciemnobrązowe z kontrastowymi paskami pokrywowymi i jasnymi brzegami lotek trzeciorzędowych. Nad okiem biała brew. Spód biały z różowawym nalotem, zwłaszcza na piersi. Ogon czarnobrązowy z białymi brzegami. W szacie spoczynkowej wierzch bardziej brązowy, a spód bez różowego nalotu i mocniej kreskowany. Nogi brązowoszare.
Wymiary średniedługość ciała 15–17 cm
rozpiętość skrzydeł ok. 28 cm
masa ciała 18,7–23 g

## Ekologia

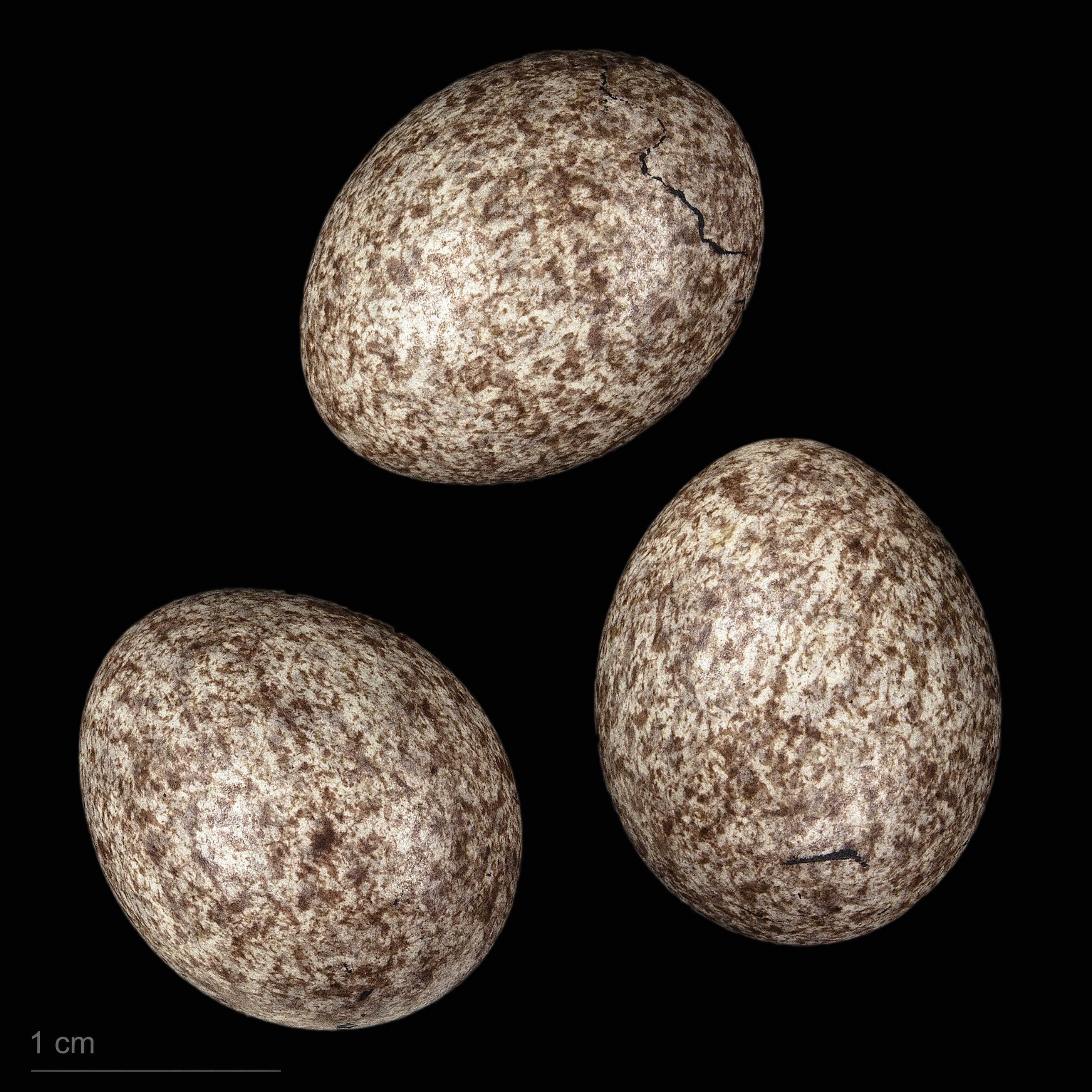
Anthus spinoletta spinoletta

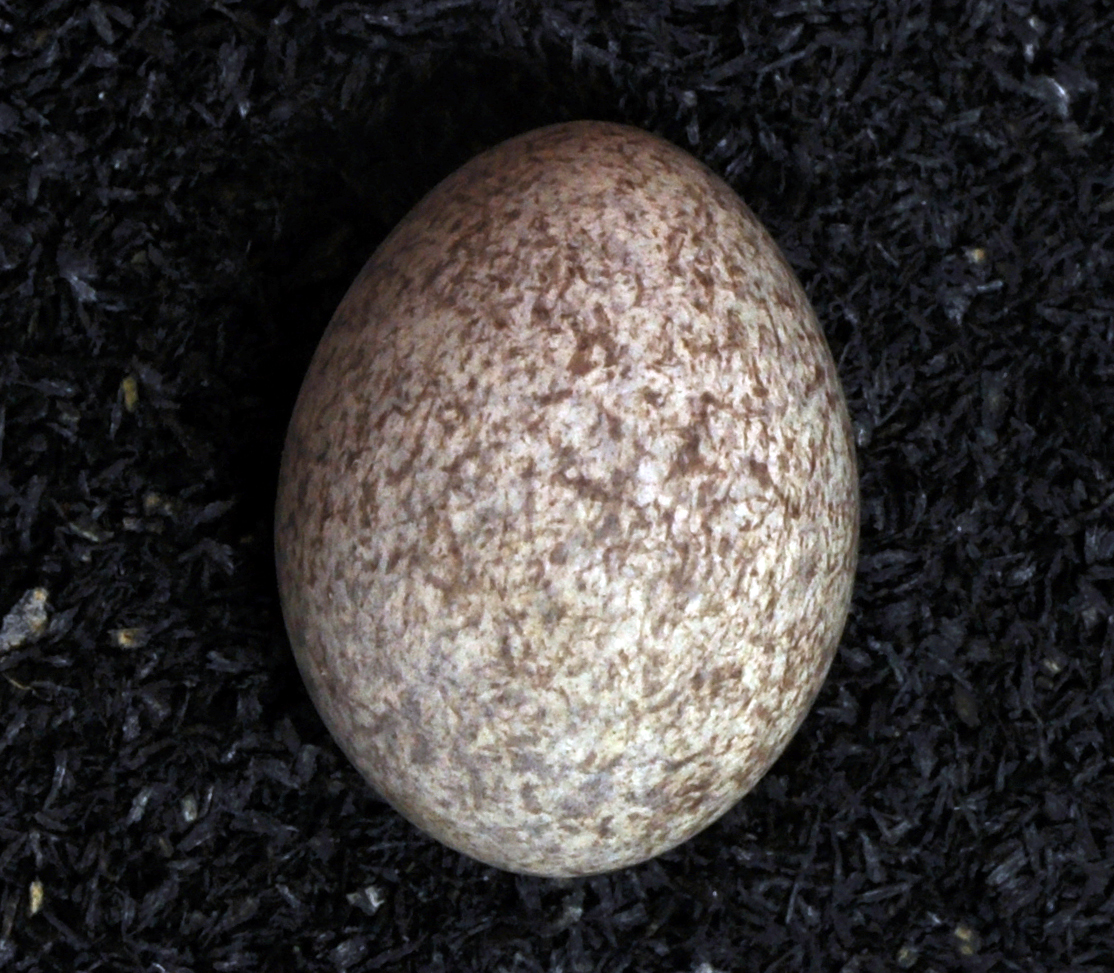
Jajo

BiotopWysokogórskie torfowiska, hale i połoniny, płaty kosodrzewiny, kamieniste brzegi rzek i potoków.
GniazdoW trawie między kamieniami, pod osłoną korzeni wywróconego drzewa.
JajaW maju i czerwcu składa 4–5 jaj o średnich wymiarach 21×15 mm, o białym tle z odcieniem szarawym lub zielonkawym z drobnym, szarooliwkowym plamkowaniem.
WysiadywanieTrwa od 14–16 dni. Pisklęta opuszczają gniazdo po ok. 15 dniach.
PożywienieDrobne owady zbierane na ziemi.

## Status i ochrona
IUCN uznaje siwerniaka za gatunek najmniejszej troski (LC, Least Concern) nieprzerwanie od 1988 roku. Liczebność światowej populacji, obliczona w oparciu o szacunki organizacji BirdLife International dla Europy z 2015 roku, mieści się w przedziale 10–30 milionów dorosłych osobników. Globalny trend liczebności populacji uznawany jest za stabilny.
Na terenie Polski gatunek ten jest objęty ścisłą ochroną gatunkową. Na Czerwonej liście ptaków Polski został sklasyfikowany jako gatunek bliski zagrożenia (NT, Near Threatened)).